# Кипурс, Янис
Я́нис У́лдисович Ки́пурс (латыш. Jānis Ķipurs, род. 3 января 1958, Вецумниекский край) — советский и латвийский бобслеист, пилот, олимпийский чемпион 1988 года в двойках (с Владимиром Козловым). Чемпион Европы (1984), СССР и Латвии, обладатель неофициального Кубка мира 1987/88 в двойках. Заслуженный мастер спорта СССР (1988).

## Биография
В молодости занимался толканием ядра и метанием диска. В 1980 году по приглашению энтузиаста бобслея в СССР, тренера сборной саночников Роланда Упатниекса начал заниматься этим новым для СССР видом спорта, болиды для которого разрабатывали и строили конструкторы и инженеры  латвийского производственного объединения ВЭФ. Выступал за спортивные общества «Варпа» и «Даугава» (Рига).
Помимо совершенствования конструкции болида,  в которой принимали участие спортсмены, они вместе с тренером Упатниексом придумали делать акцент на разгон, начиная посадку в боб метров на 15-20 позже, чем соперники, что давало выигрыш на первой засечке в 0,1 секунды, что  на финише увеличивало отрыв порой в 3-4 раза при условии чистого прохождения трассы.
В 1984 году на Олимпиаде в Сараево Кипурс занял четвёртое место в двойках (с Айварсом Шнепстсом), уступив в споре за бронзу другому советскому экипажу — Зинтису Экманису и Владимиру Александрову. В четвёрках в Сараево Кипурс занял 6-е место (вместе с Марисом Пойкансом, Иварсом Берзупсом и Айварсом Шнепстсом).
В 1986 году в латвийском городе Сигулда была построена первая в СССР санно-бобслейная трасса, отвечавшая мировым стандартам, на которой начала тренироваться сборная под руководством Упатниекса.
В феврале 1988 года на Олимпиаде в Калгари 30-летний Кипурс вместе с разгоняющим Владимиром Козловым выиграли в двойках первую и единственную золотую медаль в бобслее в истории советского бобслея, оставив позади 2 экипажа из ГДР. Через неделю в соревнованиях четвёрок Кипурс (вместе с Гунтисом Осисом, Юрисом Тоне и Владимиром Козловым) выиграл олимпийскую бронзу, лишь на 0,02 сек опередив экипаж из США.
Был признан[кем?] лучшим спортсменом 1988 года в Латвии.
В 1989 году на чемпионате мира в итальянском Кортина-д'Ампеццо Янис выиграл бронзу в двойках (с Алдисом Интлерсом). Это была вторая и последняя награда советских бобслеистов на чемпионатах мира за всю историю (до Кипурса также бронзу в двойках в 1985 году в итальянской Червинии выиграли Зинтис Экманис и Николай Жиров).
В 1992 году на Олимпиаде в Альбервиле нёс на церемонии открытия флаг Латвии, впервые с 1936 года выступавшей независимой командой.
После окончания спортивной карьеры стал тренером и успешно работал со сборными Швейцарии, США, Франции, Латвии. Подопечные Кипурса неоднократно занимали призовые места на Олимпийских играх, чемпионатах мира и Европы, на этапах Кубка мира.
Весной 2003 года Кипурс, работавший тогда во Франции, говорил, что «команду Латвии я навряд ли когда-нибудь буду тренировать. На то есть много причин, о которых я бы не хотел распространяться», но уже осенью 2004 года всё-таки возглавил сборную Латвии.
Награждён орденом Виестура 5 степени. Женат, 2 сына (Янис и Мартиньш) и 2 дочери (Анна и Яна).